# オオトンボ目
オオトンボ目（学名：Meganisoptera、別名：原トンボ目 Protodonata、英：meganisopteran, griffinfly）は、巨大化した昆虫が含まれる、トンボに近縁の絶滅分類群（目）である。古生代石炭紀後期からペルム紀にかけて生息した。多くの種はトンボよりわずかに大きいだけであったが、メガネウラ、メガティプス、メガネウロプシスなどの代表的な種類は、知られる中では最大の飛翔性昆虫であり、翅の幅が左右あわせて40から60cm以上であった。

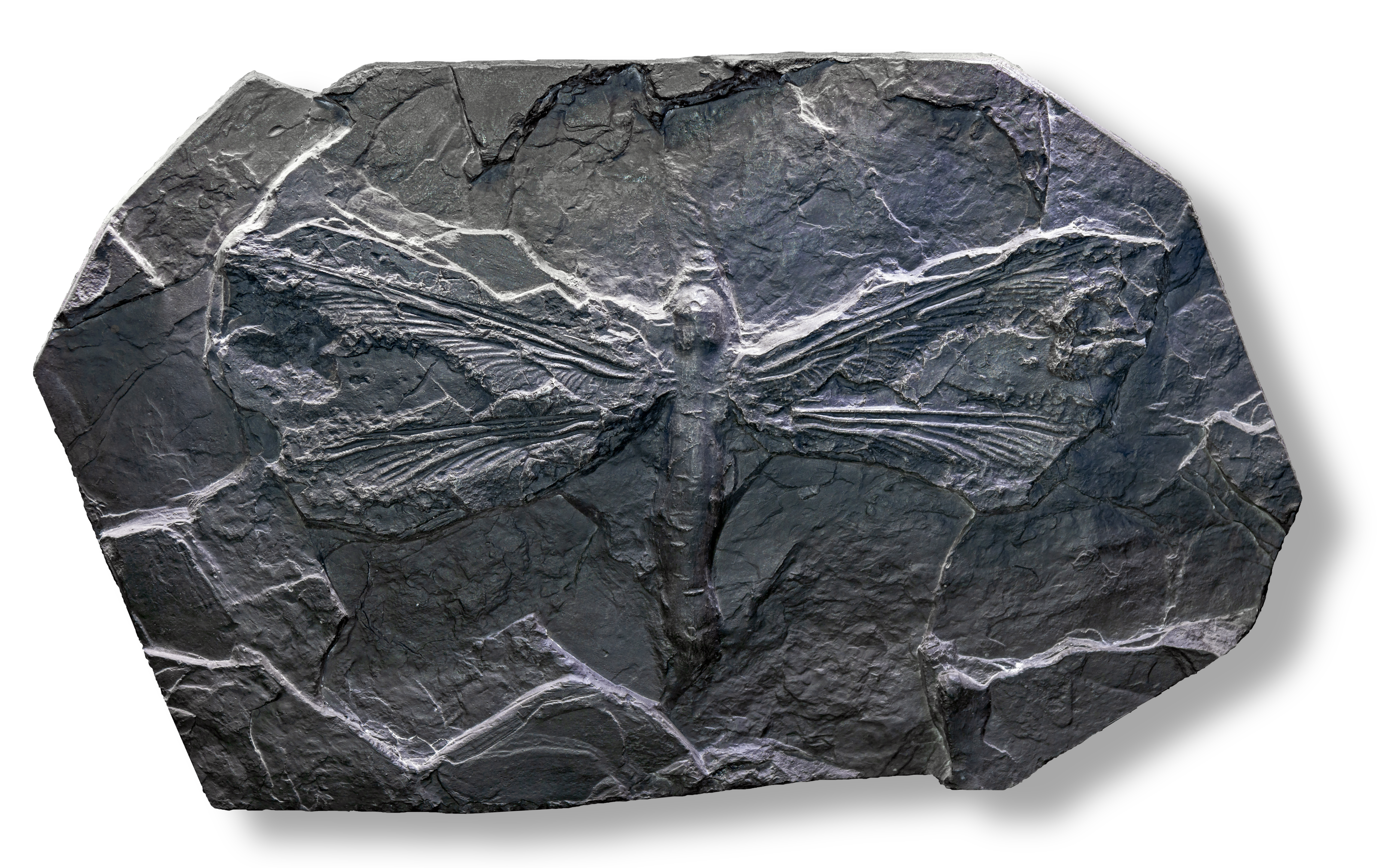
Arctotypus intermedius の化石標本 （トゥールーズ博物館所蔵）。

前翅と後翅とは、後翅の肛門（後方）部が大きいことを除き、翅脈がほぼ類似している（これは原始的な特徴である）。前翅は、一般に後翅より細くてやや長い。トンボと異なり、縁紋がなく、トンボと比べると翅脈のパターンは幾らか単純である。
ほとんどの化石標本は翅の断片のみ知られ、完全な翅や体が見つかることは少ない。更に希少な頭部の中で、化石に手を加えて捏造した痕跡だと後に判明したものもある（メガネウルラなど）。比較的完全な化石標本によると、全体的にトンボに似て、大きな胸部、鋸歯状の脚と長い腹部をもつ。最も完全の頭部はメガネウリテスから知られ、背面に隣接した巨大な複眼、鋭い大顎とトンボより長い触角をもつことが分かる。森林より開いた環境に生息し、ヤンマ科のトンボのように優れた視覚と機動性をもつ捕食者であったと考えられる。
いくつかの幼虫も知られており、トンボの幼虫（ヤゴ）と同様の口器があり、活発な水生捕食者であることを示唆している。
オオトンボ目はトンボ目に含まれる場合もあるが、トンボ目に特徴のある翼の機能を欠いており、グリマルディとエンゲルは、俗称である”giant dragonfly”（巨大トンボ）の代わりに”griffinfly”を用いるよう提案している。

## 大きさ
石炭紀の昆虫がどのようにして大きく成長することができたかについての論争が行なわれてきた。気管を通した拡散によって酸素を体内に取り込む呼吸システムが昆虫の大きさに制約を与えるが、太古の昆虫はそれを大きく逸脱しているように見えるのだ。はじめに提案されたのは、当時の大気には酸素が現在の20%よりも多く含まれていたためにメガネウラは飛ぶことができたというものだった（Harlé＆Harlé、1911）。この理論は、他の科学者によって却下されたが、巨大化と酸素利用性の関係について研究がさらに行われたことにより、最近ではこの説への追認が見られる。この理論が正しければ、これらの昆虫は酸素濃度低下の影響を受けやすく、現在のような大気中では生き残ることができなかったということだ。他の研究によると、昆虫は（単なる拡散ではなく）「気管圧縮・伸張の急速なサイクル」で呼吸をしていることを示している。現代の昆虫や鳥の飛行エネルギー論の分析により、酸素濃度と空気密度の両方が個体の大きさに関連性を提供することを示唆している。
オオトンボの巨大化を酸素と関連づける全ての説が抱える一般的な問題は、翼幅45センチメートルという非常に大きなメガネウラ科（学名：Meganeuridae）が、フランスのロデーヴのペルム紀後期という、大気中の酸素含有量が石炭紀やペルム紀前期よりもかなり低くなった時代で発見されていることである。
Bechly（2004）は飛翔性脊椎動物の捕食者が存在しないことが、石炭紀とペルム紀の有翅亜綱の昆虫の大きさを最大にまで巨大化させ、餌となる草食性のムカシアミバネムシとの進化的軍拡競走によって体の大型化が加速されたと推測している。

## 一般参照
- Carpenter, F. M. 1992. Superclass Hexapoda. Volume 3 of Part R, Arthropoda 4;  Treatise on Invertebrate Paleontology’’, Boulder, Colorado, Geological Society of America.
- Grimaldi, David and Engel, Michael S. (2005-05-16). Evolution of the Insects. Cambridge University Press. ISBN 0-521-82149-5
- Tasch, Paul, 1973, 1980 Paleobiology of the Invertebrates, John Wiley and Sons, p. 617
- André Nel, Günther Fleck, Romain Garrouste, Georges Gand, Jean Lapeyrie, Seth M Bybee, and Jakub Prokop (2009): Revision of Permo-Carboniferous griffenflies (Insecta: Odonatoptera: Meganisoptera) based upon new species and redescription of selected poorly known taxa from Eurasia. Palaeontographica Abteilung A, 289(4-6): 89–121.